# Spanking Love
Spanking Love est un film japonais réalisé par Shoji Tanaka, sorti en 1995.

## Fiche technique
- Titre : Spanking Love
- Réalisation : Shoji Tanaka
- Scénario : Kenichi Yamakawa
- Pays d'origine : Japon
- Format : Couleurs - Dolby Digital
- Genre : Drame, érotique
- Durée : 90 minutes
- Date de sortie : 1995

## Distribution
- Renji Ishibashi
- Toshio Kakei : Ryo Masuda
- Hisami Shiraishi